# Френч, Фрэнсис Артур Джон, 7-й барон де Фрейн
Фрэнсис Артур Джон Френч, 7-й барон де Фрейн из Кулавина, графства Слайго (англ. Francis Arthur John French, 7th Baron de Freyne of Coolavin, County Sligo; 3 сентября 1927 — 24 ноября 2009) — британский политик ирландского происхождения, рыцарь Мальтийского ордена.

## Биография
Сын англо-ирландского аристократа Фрэнсиса Чарльза Френча, 6-го барона де Фрейн, и Лины Виктории Арнотт. Обучался в школе Ледикросс в Сифорде (Восточный Суссекс) и школе Гленсталского аббатства (графство Лимерик). Титул барона получил в 1935 году, заняв своё место в Палате лордов. В 1999 году как наследственный пэр лишился права голосования по решению лейбористского правительства Тони Блэра.
В 1952 году лорд де Фрейн продал своё родовое поместье «Французский парк» (англ. French Park), находившееся в одноимённом местечке Френчпарк, графстве Роскоммон: оставшиеся ему земли после Акта о землях Ирландии оказались недостаточными для содержания всего поместья. Семья Френчей владела землёй с 1666 года, когда 20 км² были пожалованы Доминику Френчу. До принятия закона де Фрейну принадлежало 150 км². После продажи поместья семья переехала в Оксфордшир.
30 января 1954 лорд де Фрейн женился на Ширли Энн Побджой, дочери Дугласа Рудольфа Побджоя (развёлся в 1978 году). От первого брака родились сын Фулке (наследник титула), дочь Ванесса и сын Патрик. Второй раз женился на Шилин Дайдр О'Келли в июле 1978 года, дочери подполковника Генри Кейна О'Келли из графства Уиклоу. Детей во втором браке не было.
Скончался в 2009 году.